# Женщина моря
«Же́нщина мо́ря» (англ. A Woman of the Sea), рабочее название — «Чайки» (англ. Sea Gulls) — утерянный американский полнометражный немой фильм в жанре драмы, поставленный режиссёром Джозефом фон Штернбергом на киностудии Чарльза Чаплина и под его субсидированием. Главную роль в фильме сыграла Эдна Пёрвиэнс — постоянная партнёрша Чаплина в 1915—1923 годах.

## Сюжет[1]
Джоан и Магдалена — дочери рыбака из Монтерея (англ. Monterey). Они очень разные — Джоан добра и милосердна, тогда как Магдалена зла и лукава. Магдалена бросает своего жениха Питера, простого рыбака, и уезжает в город вместе с приезжим повесой писателем, который сперва нравился Джоан. Спустя какое-то время Магдалена возвращается в Монтерей, где уже несколько лет живут в счастливом браке Джоан и Питер. Злая сестра пытается снова завести интрижку с Питером, чтобы разрушить его семью. Впрочем, Питер и Джоан к концу фильма снова воссоединяются, а коварная Магдалена получает по заслугам.

## В ролях
- Эдна Пёрвиэнс — Джоан
- Ив Саузерн — Магдалена
- Рэймонд Блумер — Питер, рыбак
- Гейн Уитмен — писатель из города
- Чарльз К. Френч — рыбак, отец Джоан и Магдалены

В эпизодах: Гай Гилман, Чарльз Хэммонд, Райза Ройс.

## Создатели[1]
- Автор сценария и режиссёр-постановщик — Джозеф фон Штернберг
- Операторы-постановщики — Эдвард Геллер, Пол Ивано
- Художник-постановщик — Чарльз Д. Холл
- Оператор — Марк Марклатт
- Ассистенты — Джордж Рурик, Чарльз Хэммонд, Райза Ройс
- Продюсеры — Чарльз Чаплин, Джозеф фон Штернберг

## Создание[1]
Работая над фильмом «Цирк» (англ. The Circus), Чарльз Чаплин в первый и последний раз решил продюсировать фильм другого режиссёра. Давно желая помочь своей ведущей актрисе Эдне Пёрвиэнс, которую уже несколько лет не снимал, Чаплин решил подобрать для неё подходящий сценарий и открыть в ней драматическую актрису. Ему понравился фильм Джозефа фон Штернберга «Охотники за спасением» (англ. The Salvation Hunters), поставленный в 1925 году. Теперь Чаплин пригласил фон Штернберга для постановки фильма с рабочим названием «Чайки» (вопреки распространённому заблуждению, фильм не является экранизацией пьесы Чехова). Съёмки картины начались в 1926 году. Производством занималась студия Чаплина, а дистрибьюторами стали кинокомпании «Regent» и «United Artists». Но возникла проблема — Эдна Пёрвиэнс, не снимавшаяся к тому времени уже три года, стала невероятно робкой и с большим трудом справлялась даже с самой простенькой сценой. Чаплин, желая помочь, объяснял ей, как преодолеть эти трудности, а Штернберг во время съёмок задавал ей темп игрой на двух барабанах, и уже в готовом фильме Эдна выглядела вполне раскованно.
Фильм снимался около шести месяцев. Фон Штернберг часто возвращался к сценам, которые его не устраивали. Так 26 апреля главный оператор Эдвард Геллер был заменён двадцатипятилетним Полом Ивано, оператором русского происхождения. Основные съёмки в Лос-Анджелесе и студии Чаплина начались в январе и завершились 2 июня 1926 года. Натурные съёмки проходили в Монтерее и Кармел-бай-те-Си (англ. Carmel-by-the-Sea) в течение двенадцати дней. Постпродакшн продолжался в течение трёх недель, окончательная версия фильма содержала 160 интертитров.
Бытует заблуждение, что Чаплин сам написал сценарий к этому фильму, сам снимал некоторые сцены и переснимал материал фон Штернберга. На самом деле Чаплин был только продюсером фильма и во время съёмок «Чаек» был занят работой над собственным фильмом «Цирк».
Фильм был показан в кинотеатре всего один раз — в июле 1926 года в Беверли-Хиллз (англ. Beverly Hills) — и провалился в прокате, после чего получил новое название — «Женщина моря». На этом всё и кончилось: фильм быстро вернули в фильмохранилище Чаплина, и он так больше никогда и не показывался. Позже Налоговое управление США (англ. Internal Revenue Service) заинтересовалось финансами студии Чаплина. Компания рассчитывала на послабления налогового ведомства в связи с убытками, которые понесла студия во время производства «Женщины моря». Инспектора согласились пойти на это, если фильм будет уничтожен и не сможет принести дохода в будущем. Единственный оригинальный негатив фильма «Женщина моря» был сожжён 21 июня 1933 года в присутствии пяти свидетелей. Позже поступали сведения, что копия фильма сохранилась в студии Чаплина примерно до конца 1946 года, но в нынешнем киноархиве Чаплина никакой копии нет, потому этот фильм принято считать утерянным, хотя и сохранилось несколько фотографий из него, а также протоколы съёмок и список титров.
Этот фильм стал последней большой ролью Эдны Пёрвиэнс в кино. В 1927 году она снялась ещё в неудачном французском фильме «Образование принца» (фр. Éducation de prince), после чего ушла из кино.
Фильм «Женщина моря» и фигура самого Чаплина занимают видное место в фантастическом романе Тима Пауэрса «Три дня до небытия» (англ. Three Days to Never).

## Отзывы на фильм[1]
- Джон Грирсон, кинокритик:

Это был типичный чаплинский сюжет с его сентиментальным гуманизмом — рыбаки работают в поте лица, живут и любят, как и подобает пролетариям. Однако Штернберг — человек, занятый исключительно своим «я», — не мог видеть фильм глазами Чаплина: он так заигрался с морской символикой, что совсем забыл и про рыбаков, и про рыбу. Всё могло получиться не хуже, чем задумывал Чаплин — просто совсем по-другому, — но Штернберг засомневался в своих возможностях, чем и погубил всё дело. Он хотел добиться успеха, но в своей нерешительности шёл прямо к провалу. То, что получилось, не принадлежало ни Чаплину, ни Штернбергу. Безделушка, исполненная странной красоты — возможно, самая красивая картина, какую я видел. Рисунок сетей, море и волосы на ветру. Когда режиссёр умирает, он становится оператором.

- Актриса Джорджия Хейл вспоминала, что фильм был коммерчески убыточным. По её словам, он «получился удивительно красивым, но о чём там шла речь, было совершенно непонятно».